# Gastronomia de Galícia
La cuina de Galícia o cuina gallega és la cultura gastronòmica pròpia de Galícia. La tradició culinària de Galícia és molt rellevant i variada, i és un dels aspectes de més importància a la cultura i societat gallegues. Cal esmentar la tradició gallega d'hospitalitat; Galícia fou una regió on es va patir amb especial cruesa la postguerra, i és tradicional que, en cas d'acudir a menjar a casa d'una persona d'edat avançada, aquesta faci ostentació del seu rebost, considerant-se de bona educació oferir i insistir al convidat perquè no tingui objecció a menjar en abundància.
La societat gallega és, així mateix, molt afeccionada als àpats, de vegades pantagruèlics, i a celebrar qualsevol esdeveniment, acte o trobada amb un àpat, tot celebrant nombroses festes gastronòmiques, la majoria de les quals tenen lloc durant l'estiu, dates en què Galícia s'omple de celebracions culinàries d'allò més variades.

## Elements
Un dels elements més importants i coneguts de la cuina gallega és el marisc, sobretot a les zones costaneres. Cultivat a les ries gallegues, en las quals resideix una vastíssima riquesa biològica, la seva qualitat està reconeguda com una de les més importants del món.

## Tapes

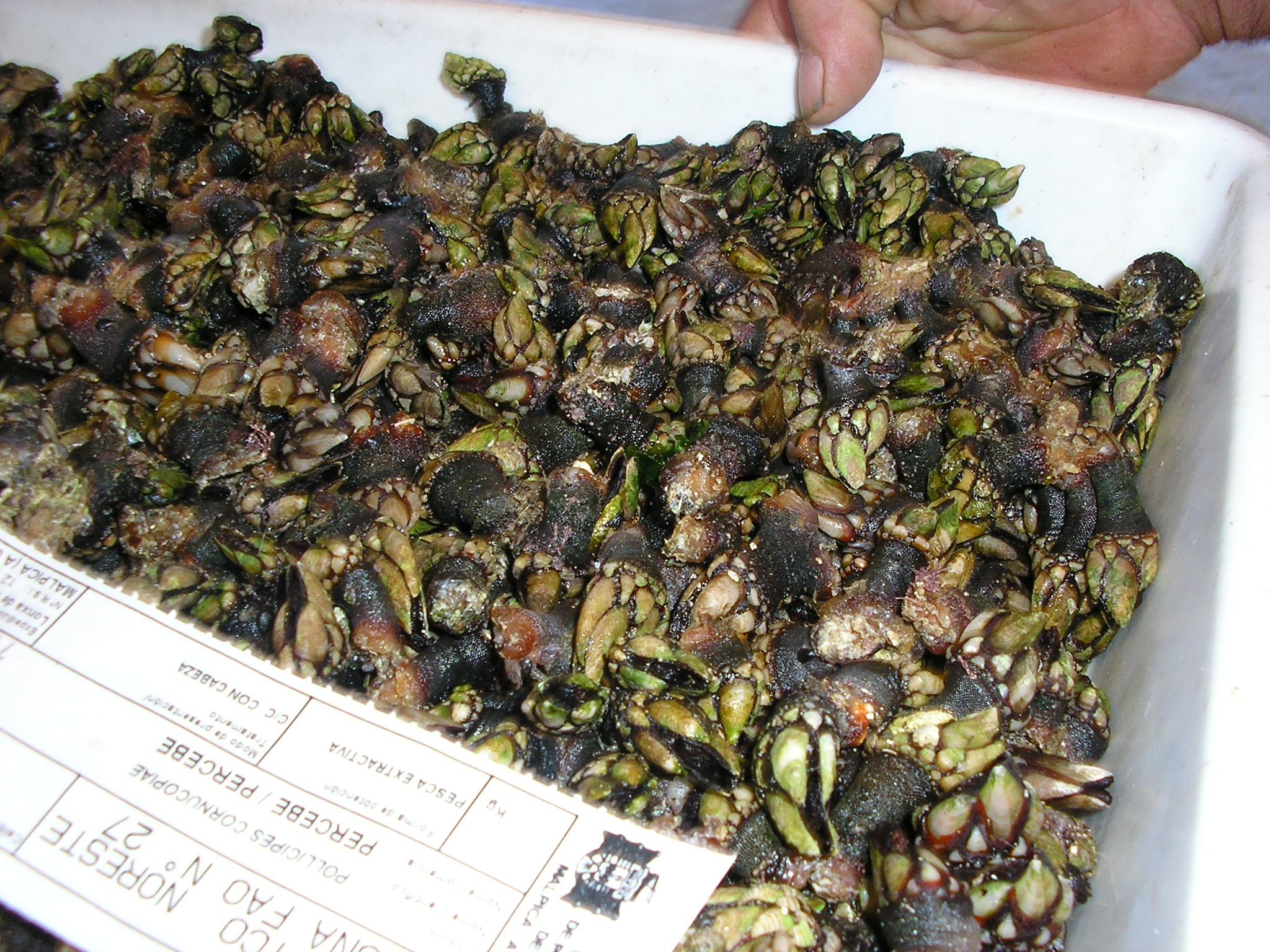
Percebes

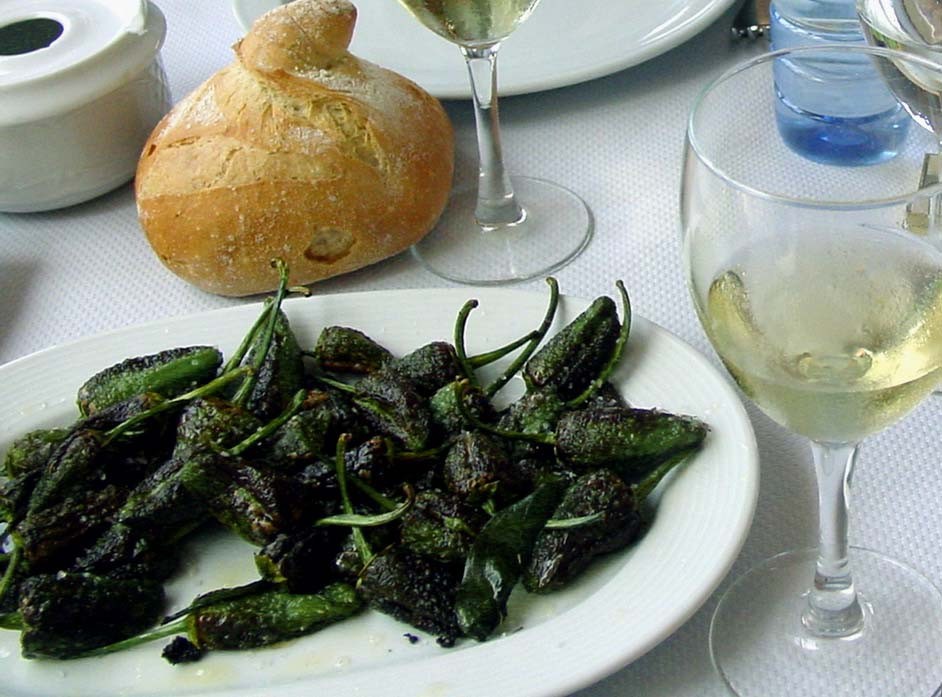
Pebrotets de Padrón (uns pican e outros non)

A Galícia les tapes, a diferència d'altres llocs, són consistents i no es redueixen a unes simples olives o patates; solen ser gratuïtes o molt barates, sobretot a la província de Lugo, on, acompanyades per un vi o una canya de cervesa, és no solament tradició, sinó també reclam turístic.
La tapa és un element característic de la gastronomia gallega que consisteix a una petita porció de menjar, inferior a una ració, comunament servida amb una beguda, moltes vegades gratis, depenent principalment de la província o ciutat; a manera d'exemple, a Lugo o a Santiago de Compostel·la són gratuïtes i a la Corunya no, però també difereixen en grandària d'uns llocs a altres. Alguns exemple de les tapes més comunes són:
- "Troço"; així es coneix la tapa del pop "à feira".
- "Orelha" e "morro"; l'orella o el morro del porc, preparats de forma similar al pop, amb sal i pimenton.
- "Tequeño"; sobretot a la zona de Santiago de Compostel·la;[9] és una sort d'aperitiu farcit de formatge fos originari de Veneçuela.
- "Molleja"; el pedrer, que resulta deliciós al paladar adequadament cuinat.
- "Xampinyons"; anomenats "cogumelos" a Galícia, abundantment assaonats i amb julivert.
- "Chipirones", molt sol·licitats i consumits, se serveixen també amb molta sal.
- "Tripom", l'estómac del porc.
- "Freba" o "febra" (carn fresca).
- "Rajo" (llom de porc adobat)
- "Crioll", mena de xoriço que se sol prendre amb una salsa picant especial i patates o com a acompanyament del "churrasco" (carn a la brasa).
- Calamars o "chocos", fregits (a la romana) o en salsa (guisats).
- Anguila o "anguilacho".

## Plats

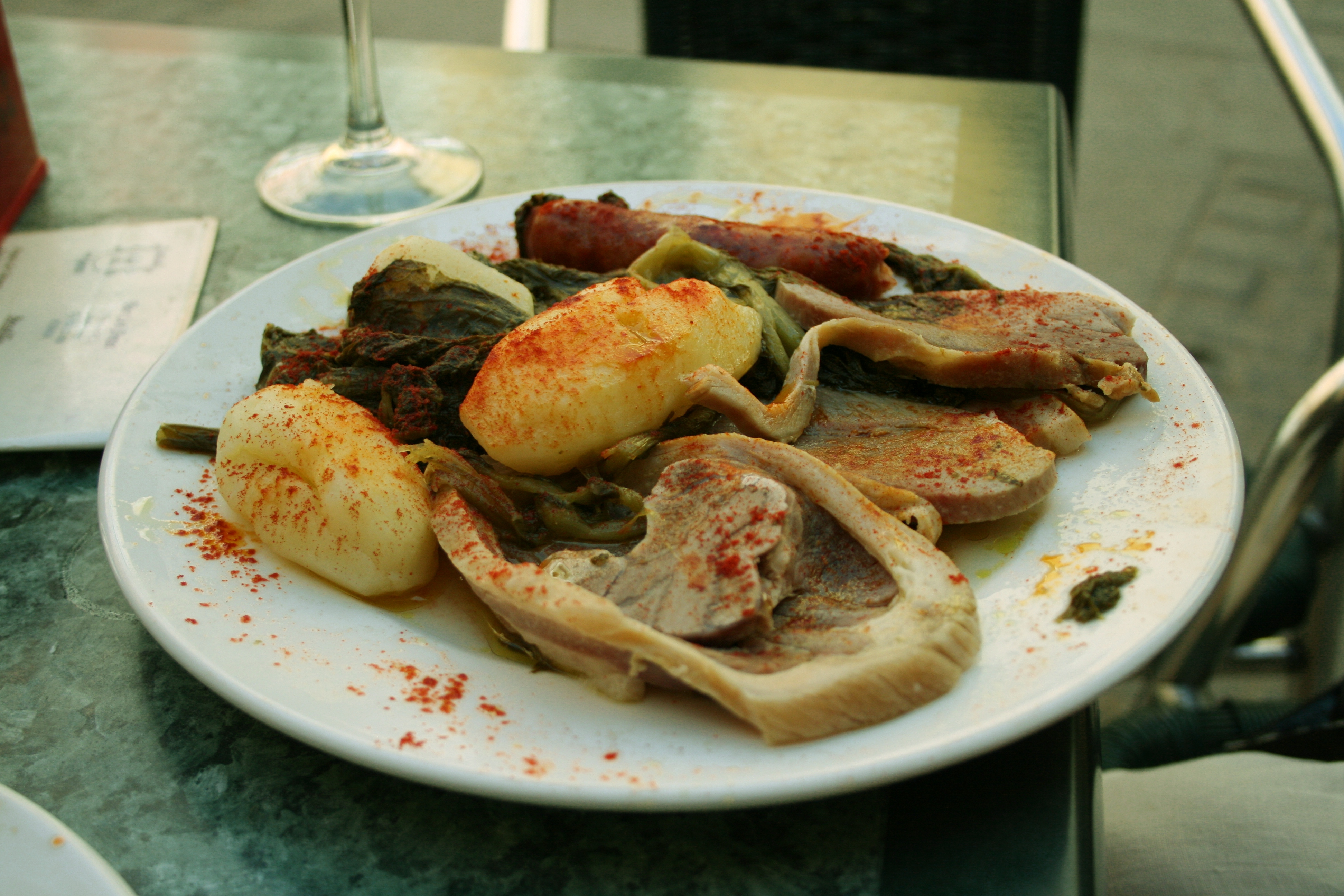
Lacón con grelos

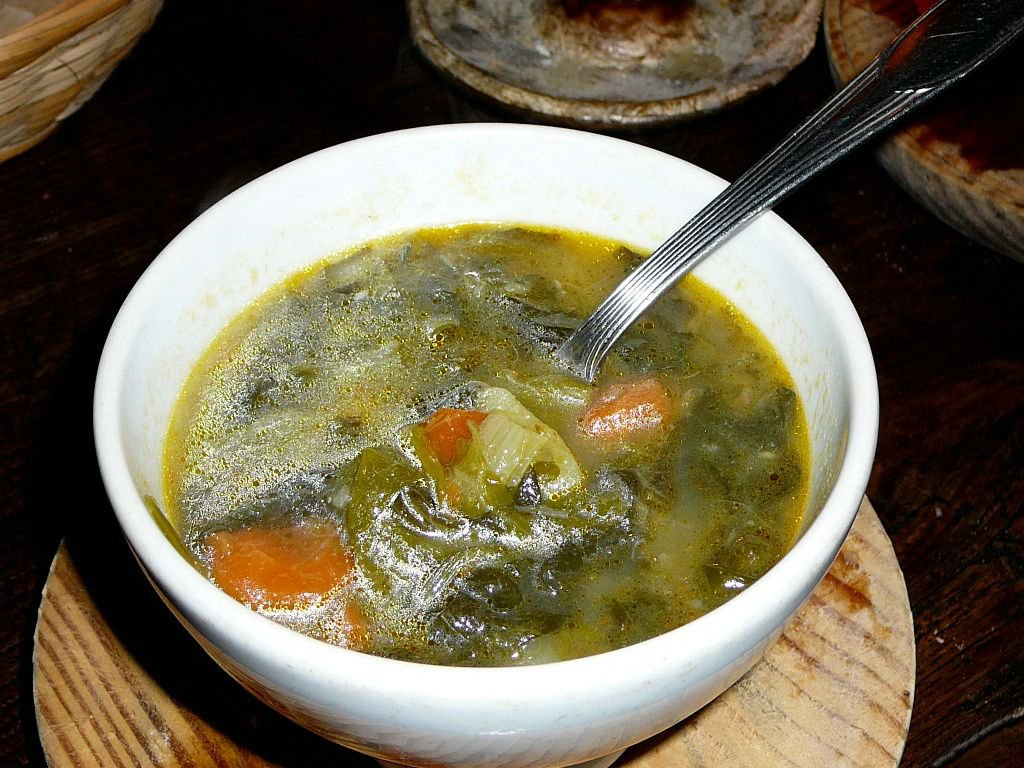
Caldo gallec

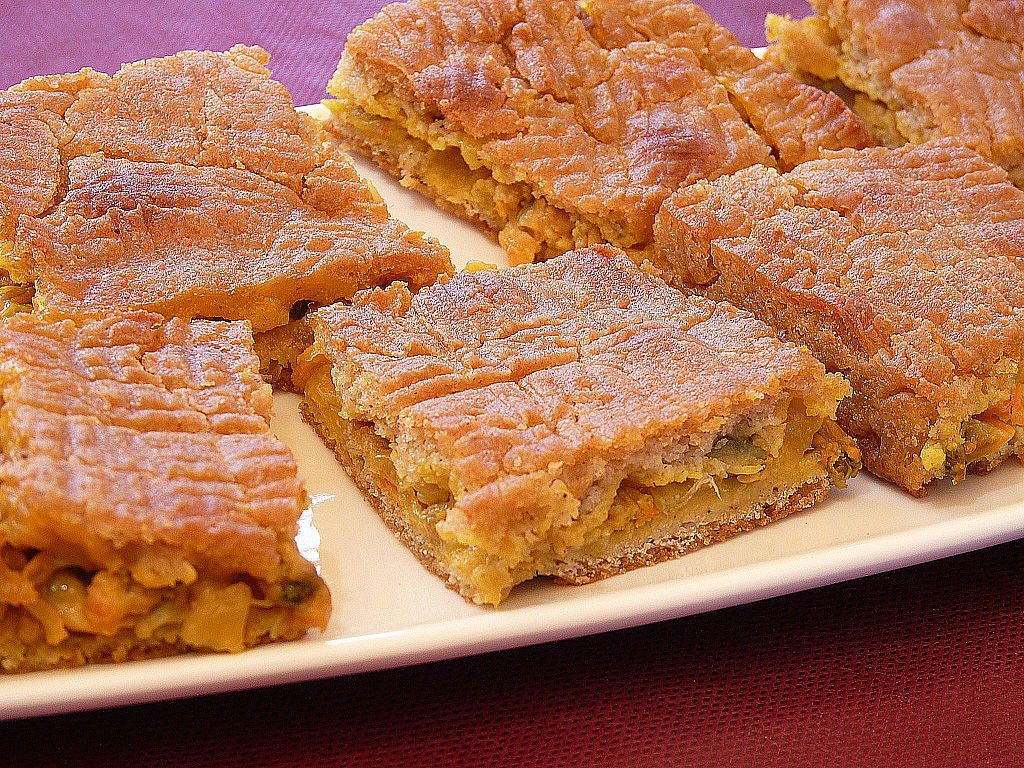
Panada gallega

La resta dels àpats gallecs, es basen principalment a la carn i la verdura, i és una característica de la seva cuina els plats abundants i molt calòrics; alguns plats de gran importància i consum són:
Lacón con grelosA Galícia les fulles verdes amb flors de la planta del nap es tallen quan són tendres i s'anomenen grelos. Guisats amb "lacón", un producte derivat del porc, els grelos serveixen per preparar el lacón con grelos. Aquest és un dels plats destacats de la cuina gallega i es menja preferentment durant l'època del carnaval.
El caldo galleccaldo elaborat amb "grelos", bròquils o cols de cabdell amb patates, sagí o greix de porc, per fer substància, cigrons, mongetes i ocasionalment algun ingredient més, com xoriço, pernil o cansalada viada cuita. Se serveix molt calent, com a primer plat.
"polbo á feira"Literalment «pop a la fira» perquè era i és costum menjar-lo a les tradicionals fires de comerç de ramat i altres animals, i ja més recentment a les festes i romeries), és senzillament pop bullit amb patates, amanit amb abundant sal grossa, pimenton i oli. Un plat senzill, però que gaudeix de gran popularitat i resulta molt efectiu; fora de Galícia es coneix amb molta freqüència com a "pop a la gallega".
Xoriço amb patatesUn altre plat molt bàsic però molt apreciat: xoriço i patates bullides ("cachelos") que se solen acompanyar amb alguna verdura. Aquest plat era usual al camp gallec, on es podia trobar una varietat de xoriço especialment elaborada per consumir-se bullit. Es tracta del xoriço negre i s'elaborava amb les carns menys valuoses procedents de la matança, principalment el cor i altres vísceres, amb una determinada quantitat de llard de l'animal; a això s'afegia ceba i all picats, pimenton i sal, i després es curava com qualsevol altre xoriço.
Bullit gallecés més abondant i fort que el madrileny, per exemple; no hi pot faltar la cansalada, el xoriço, una mica de pollastre, cigrons i verdura.
Carn a la brasaEl "churrasco"), plat molt estès a diverses zones, té molta acceptació a Galícia, sent molt reclamat a esmorzars i sopars, i existint-ne una gran oferta. En moltes ocasions se serveix sobre una taula, amb dues salses, una picant i una altra d'all, per condimentar, i acompanyat per una amanida i potser amb un vi negre de la Ribeira Sacra.

### Empanada gallega
És una panada farcida de peix i sofregit.

## Dolços
- Tarta de Sant Jaume

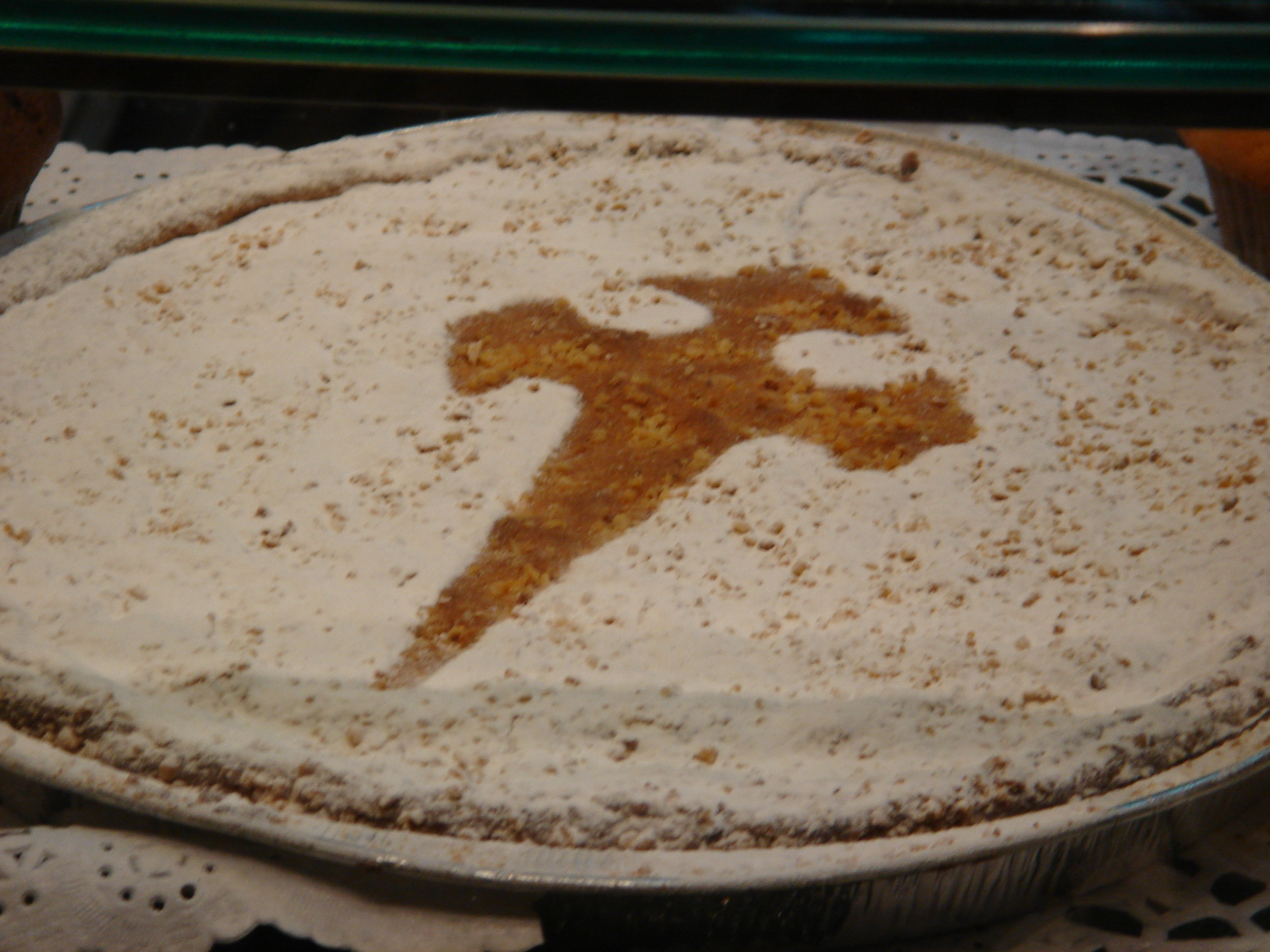
Pastís de Santiago

- Filloas o creps que poden estar fets amb sang
- Frixuelos o creps

## Begudes

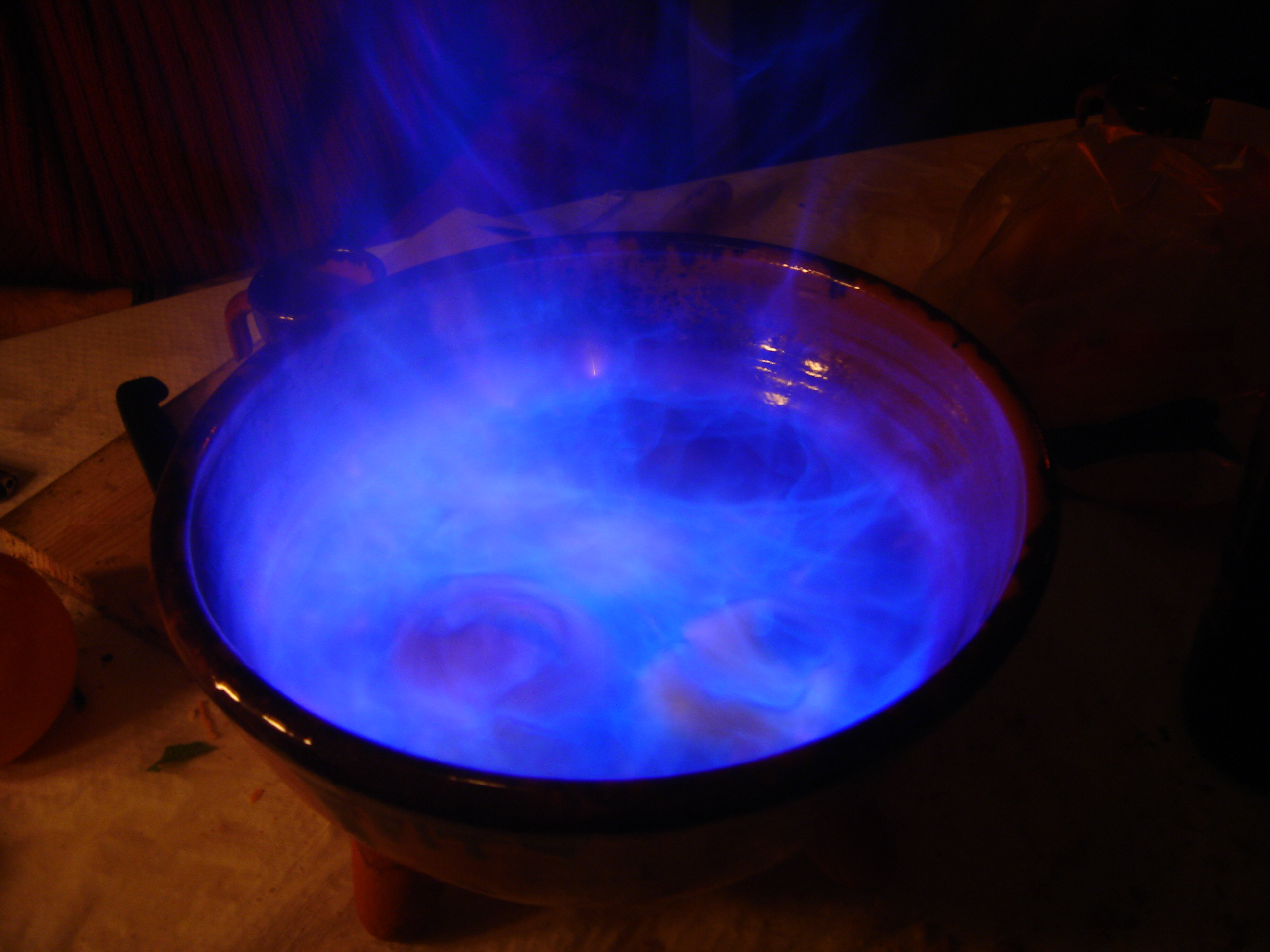
Queimada

Entre els vins de Galícia figuren les denominacions d'origen Rías Baixas, Ribeira Sacra, Monterrei, O Ribeiro i Valdeorras, el vino turbio, etc. Entre els licors destaca l'aiguardent de brisa. Una beguda característica de Galícia és la queimada.